# Daniel Gilbert
Daniel Gilbert (ur. 1957) – profesor psychologii na Uniwersytecie Harvarda, popularyzator nauki i publicysta m.in. „New York Times” i „Time”. Jeden z najbardziej znanych badaczy zjawiska prognozowania afektywnego (tego, w jaki sposób przewidujemy emocjonalne konsekwencje przyszłych wydarzeń), wnioskowania społecznego (jak postrzegamy i rozumiemy działania innych osób) i podejmowania decyzji (m.in. biorąc pod uwagę prawdopodobieństwo zajścia pewnych zdarzeń w przyszłości). Rezultaty swoich badań Gilbert przedstawił w książce „Na tropie szczęścia” („Stumbling on Happiness”), która została przetłumaczona na ponad 30 języków (w tym na polski). W 2014 roku magazyn „Science” zaliczył go do grona 50 najbardziej wpływowych naukowców w mediach społecznościowych. Gość piątej edycji krakowskiego "Copernicus Festival" (2018).